# Mesquita d'Al-Muhàmmad
La Mesquita d'Al-Muhàmmad, o Mesquita de Sidi-Mohammed (en àrab: مسجد المحمدي ) és una gran mesquita situada al districte dels Habous de Casablanca, al Marroc. Emblemàtica del seu temps, és una de les grans obres del primer regnat del soldà Muhàmmad V i marca una "època en l'art musulmà".

## Etimologia
En comencen les obres de construcció el 30 de juny del 1934. La construcció en fou patrocinada pel soldà Muhàmmad V, en honor del qual rep el nom, per fer front a la reducció de la mida de la mesquita de Moulay-Youssef, construïda pel seu pare al nou districte dels Habous de Casablanca.

## Història
El soldà Muhàmmad V, acompanyat del príncep hereu Mulay Hassan i el gran visir Mokri, participà en la cerimònia de col·locació de la primera pedra de l'obra, a la qual va assistir una gran multitud i diversos dignataris, com ara Paixà El Mokri i el Nadir d'Habous Serghini.
El soldà va visitar l'obra supervisada per Abad i Ben Omar l'agost del 1934. Va observar la rapidesa de l'obra, que mobilitzava fins a "300 treballadors per dia".
La mesquita fou inaugurada amb una cerimònia presidida pel soldà Mohammed V i el príncep hereu Mulay Hassan el 12 de juny del 1936.
És la mesquita més gran construïda durant aquest període i una de les més grans del Marroc, comparable a la de la Universitat al-Qarawiyyin de Fes, la Mesquita de Kutubia de Marràqueix o la Gran Mesquita de Salé.

## Descripció
El disseny de l'edifici recorda l'arquitectura islàmica tradicional marroquina, amb la contribució de dos mestres arquitectes marroquins: Mohamed Ben Omar i Malam Abad, i l'assistència d'artesans de Salé per a l'estructura, la maçoneria, i el mínbar; de Meknés i Fes per a la fusteria i els zelliges, de Casablanca per a la forja i de Marràqueix per al guix.
L'edifici amb 11 portes cobreix una superfície d'uns 5.420 m2, dels quals 4.200 m2 estan dedicats a la sala de pregària principal. La longitud de la mesquita és de 85 metres d'est a oest i l'amplada de 65 metres de nord a sud.
Els pilars fan entre 7 i 8 metres d'alçada. Pot acollir fins a 6.000 o 8.000 persones. El minaret fa 56 metres d'altura i cobreix una superfície de 100 metres quadrats. El canelobre principal pesa una tona i té 450 làmpades elèctriques.
El minaret recorda els de les mesquites almohades i el seu <i>sahn</i> (pati), el de la Mesquita d'Al-Qarawiyyin.
La mesquita té una sala de pregària principal i més dependències, com ara una madrassa, allotjament per a l'imam i l'astrònom, i allotjament per a estudiants. La instal·lació de llibreries al voltant de la mesquita contribuirà a convertir el districte dels Habous en un centre de coneixement teològic de Casablanca.

## La mesquita hui
El 2007, la mesquita es va restaurar gràcies al Ministeri de Dotacions i Afers Islàmics. La mesquita està gestionada per 25 caps religiosos.